# Sidokumpul (Paciran)
Sidokumpul is een bestuurslaag in het regentschap Lamongan van de provincie Oost-Java, Indonesië. Sidokumpul telt 2307 inwoners (volkstelling 2010).